# Platypalpus manni
Platypalpus manni är en tvåvingeart som beskrevs av Chillcott 1962. Platypalpus manni ingår i släktet Platypalpus och familjen puckeldansflugor.
Artens utbredningsområde är British Columbia. Inga underarter finns listade i Catalogue of Life.